# Alburnus sarmaticus
Alburnus sarmaticus es una especie de pez de la familia de los Cyprinidae en el orden de los Cypriniformes.

## Morfología
Los machos pueden llegar alcanzar los 24 cm de longitud total.

## Reproducción
Es ovíparo.

## Hábitat
Es un pez de agua dulce.

## Distribución geográfica
Se encuentra en Europa: Ucrania, Rumanía, Croacia y Eslovenia.

## Observaciones
Es inofensivo para los humanos.